# Julius Luthmann
Maria Julius Luthmann (Maastricht, 28 januari 1890 - Den Haag, 30 april 1973) was een Nederlandse architect. 

## Levensloop

### Opleiding en periode in Amsterdam

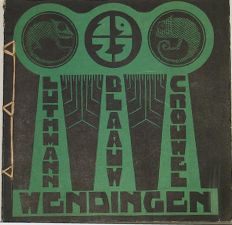
Tijdschrift Wendingen (1923), deels over Luthmann

Luthmann studeerde van 1910 tot en met 1912 in Rotterdam aan de Academie van Beeldende Kunsten en Technische Wetenschappen, waar hij de opleiding tot bouwkundig tekenaar deed. Een van zijn leraren was Willem Kromhout. Hij maakte studiereizen naar Scandinavië, Italië, Frankrijk en België.
In 1912 begon hij bij de Gemeentewerken in Den Haag, en in 1915 stapte hij over naar Gemeente Amsterdam. Hier werkte hij twee jaar bij de Afdeling Gebouwen van de Dienst der Publieke Werken. Van 1919 werkte in Amsterdam bij verschillende architectenbureaus, onder andere bij E. Cuypers. Destijds volgde hij ook een cursus voortgezette en hogere bouwkunst, die was opgericht door Willem Kromhout. Hij slaagde niet voor zijn examen, maar was in 1929 en 1930 wel VHBO-docent. In 1922 deed hij zelfstandig mee aan de prijsvraag voor een nieuw gebouw voor de Chicago Tribune.
Op het bureau van Landsgebouwen door Ir. H.Th. Teeuwisser kreeg hij in 1920 opdracht een (radio)zendgebouw te ontwerpen. Het gebouw moest onbrandbaar zijn en zo weinig mogelijk energieverlies veroorzaken. Bij de bouw mocht geen ijzer of hout worden gebruikt; daarom koos Luthmann voor gewapend beton, een destijds revolutionair procedé. De zendtoren van Radio Kootwijk werd 48 meter hoog, erachter kwam een machinehal. De decoraties in Radio Kootwijk werden gemaakt door beeldhouwer Hendrik van den Eijnde (1869-1939).  In 1923 was het project afgerond en kreeg hij wegens reorganisatie van de dienst eervol ontslag.

### Verder in Den Haag
Van 1919 tot en met 1923 had Luthmann in Amsterdam gewoond en in 1923 verhuisde hij naar Den Haag en begon een eigen architectenbureau. Hij werkte veel met anderen samen, maar vooral met Gemeentewerken. Een van z'n verdiensten in 1926 was de tweede prijs (eerste prijs werd niet uitgereikt) voor zijn ontwerp van het Agrarisch complex Heerenhofstad, maar het project werd niet uitgevoerd. In 1927 werd de inzending van een project voor het Volkenbondsgebouw te Génève, dat hij in samenwerking met de Wassenaarse architect Hendrik Wouda ontwierp, bekroond met een eervolle vermelding
In 1933 won hij met zijn ontwerp de prijsvraag voor de bouw van een nieuw stadhuis in Den Haag. Hierdoor kwam hij in tijdelijke dienst van Gemeentewerken. De tekeningen werden uitgewerkt en aangepast, maar door het uitbreken van de oorlog werd de bouw uitgesteld. Bij de opening van het gebouw in 1953 werd hij tot Ridder in de Orde van Oranje-Nassau benoemd. In 1943 nam hij ontslag bij Gemeentewerken omdat hij als architect geen puin wilde ruimen bij het afbreken van Duitse verdedigingswerken. Hij werkte daarna weer als zelfstandig architect.
In 1952 begon de inmiddels 62-jarige Luthmann de samenwerking met architect W. Prent, met wie hij zich in 1963 associeerde. De samenwerking eindigde in 1967. Prent associeerde zich daarna met W. Landman tot Prent & Landman, Luthmann bleef daar adviseur.
In 1932 was Luthmann getrouwd met Wendelina Buiteveld. Hij woonde in Den Haag tot zijn overlijden in 1973.

## Werk
| Bouw      | Naam                                    | Plaats         | Bijzonderheden     | Afbeelding                |
| --------- | --------------------------------------- | -------------- | ------------------ | ------------------------- |
| 1920      | Zendgebouw ("Gebouw A")                 | Radio Kootwijk |                    |                           |
| 1922      | Watertoren                              | Radio Kootwijk |                    | Radio Kootwijk Watertoren |
| 1922-1923 | Woningbouwcomplex Goudsbloemlaan        | Den Haag       | Bestaat niet meer  |                           |
| 1942      | Transformatorhuis                       | Den Haag       |                    |                           |
| 1953      | Stadhuis aan de Burgemeester Patijnlaan | Den Haag       | Afgebroken in 1996 |                           |
| 1960      | Rode Kruis Ziekenhuis                   | Den Haag       | Samen met W. Prent |                           |
| 1960      | Kantoor De Nederlandsche Bank           | Eindhoven      | Samen met W. Prent |                           |

(onvolledige lijst)
Zie ook de lijst van Nederlandse architecten

## Publicaties
- J.M. Luthmann & Jan Gratama, Moderne bouwkunst in Nederland : inleiding, Rotterdam : W.L. & J. Brusse, 1932[3]
- In 1960 werd zijn boek Terugblik uitgegeven.